# Sverre Haugli (1925)
Pour les articles homonymes, voir Sverre Haugli.
Sverre Ingolf Haugli, né le 23 avril 1925 à Jevnaker et mort le 18 octobre 1986 à Jevnaker, est un patineur de vitesse norvégien médaillé olympique en 1952.

## Carrière
Lors des Jeux olympiques de 1952 disputés à Oslo en Norvège, il décroche la médaille de bronze sur le 5 000 m. Au niveau international, il a remporté une autre médaille, en bronze aux Championnats d'Europe en 1950. Au niveau national, il a gagné un seul titre, obtenu en 1953.
Il a deux petits enfants appelés Sverre et Maren qui sont devenus aussi patineurs de vitesse.

## Records personnels
| Distance      | Temps         | Année |
| ------------- | ------------- | ----- |
| 500 mètres    | 44 s 3        | 1950  |
| 1 500 mètres  | 2 min 13 s 7  | 1956  |
| 5 000 mètres  | 8 min 12 s 5  | 1956  |
| 10 000 mètres | 16 min 40 s 2 | 1956  |